# Pomatorhin à bec corail
Pomatorhinus ferruginosus
Espèce
Statut de conservation UICN

 LC  : Préoccupation mineure
Le Pomatorhin à bec corail (Pomatorhinus ferruginosus) est une espèce de passereau de la famille des Timaliidae.

## Répartition
Cet oiseau vit à travers l'Himalaya.

## Habitat
Il habite les forêts humides tropicales et subtropicales de montagne.